# Ejby Å
Ejby Å er et lille sjællandsk vandløb, der løber i det sydlige Horns Herred fra Uglestup Mose og landsbyen Torkilstrup lidt nord for Holbækmotorvejen og ud i Isefjorden.
Udspringet er 32 meter over havet.
Åen er 7 kilometer lang og har et afvandingsområde på omkring 22 kvadratkilometer.
Udspringet ved Uglestup Mose er fredet.
Fra Torkilstrup løber åen nordpå og krydser Munkholmvej og Nordre Ryesvej hvor den får en mere nordvestlig retning.
Omkring 100 meter nord for Munkholmvej ligger det fredede fortidsminde Svinestihøjene, der er omkring 10 meter fra åen.
Før den når Elverdamsvej løber den ved en fredet stenbestrøget eng hvor der er en kæmpesten.
Kæmpestenen er rødfarvet fra kalifeldspatkorn med spredte hvide plagioklaskorn.
Fra Elverdamsvej løber åen videre på sydsiden af kyst- og sommerhusområdet Kyndeløse Sydmark, hvor den passerer Åvej og Ejbybrovej.
Den sidste del af åen løber i den fredede Ejby Ådal med skrænter og stor artsrigdom.